# Nagynyárád
Nagynyárád (németül: Großnaarad, horvátul: Jarad, Narad, Narod, Njarod) község Baranya vármegyében, a Mohácsi járásban.

## Elnevezései
A település német neve Großnaarad. Horvátul több elnevezés is létezik. A töttösiek Jaradnak, a lánycsókiak Naradnak, a hercegszántóiak Narodnak, a mohácsiak Njarodnak hívták a falut.

## Fekvése
A vármegye délkeleti részén, a Mohácsi teraszos sík és a Nyárád–Harkányi-sík találkozásál helyezkedik el, Bólytól 5 kilométerre délkeletre,  Mohácstól légvonalban 7 kilométerre délnyugatra. Az oszmán hódoltság alól felszabadított, majd javarészt németországi telepesekkel újratelepített délkelet-dunántúli tájegység, az úgynevezett „Schwäbische Türkei” jellegzetes települései közé tartozik.
A szomszédos települések: észak felől Babarc és Lánycsók, északkelet felől Mohács, kelet felől Kölked, délkelet felül Sátorhely, dél felől Majs, délnyugat felől Töttös, kelet felől Bóly, északnyugat felől pedig Szajk.

### Megközelítése
Legfontosabb közúti megközelítési útvonala az 5703-as út, ezen érhető el Bóly és Sátorhely-Majs felől is. Határát nyugaton átszeli az M6-os autópálya, melynek csomópontja is van itt, keleti határszéle mellett pedig elhalad még az 56-os főút is.
A hazai vasútvonalak közül a települést a Villány–Magyarbóly-vasútvonal érinti, melynek egy megállási pontja van itt, Nagynyárád megállóhely, a községtől északnyugati irányban, közvetlenül az 5703-as út vasúti keresztezése mellett.

## Története
Nagynyárád , az Árpád-kori kis település Szent István király idején már királyi birtok volt.
Nevét már 1093-ban már említi egy oklevél Narad néven, mely szerint I. László király 1093-ban a bátai apátságnak adta, s határát leíratta.
1270-ben nyárádi nemesek Adoson voltak birtokosok.
1337-ben a bátai apát panaszolta a pápa előtt panaszolta, hogy a pécsi püspök elfoglalva tartja  Nyárád nevű mezővárosát, 6 faluval együtt, melyet Szent László adományozott. (A pécsi püspök jogalapját Nyárád elfoglalására egy hamis oklevél képezte, mely szerint II. Endre a királyi madarászok és pecérek Nyárád nevű földjét Bertalan pécsi püspöknek adta és határait leíratta.)
A pécsi püspökön kívül birtokuk volt itt a délnyugati határon a Tétény nemzetségbeli Both utódainak is.
1332-ben papja 20 báni pápai tizedet fizetett.
A török hódoltság alatt a falu elnéptelenedett, lakói – a mohácsi csata helyének közelsége miatt – a környéken zajló csaták áldozataivá váltak, vagy elmenekültek. 
A török uralom után a faluban a Rajna vidékéről származó német földműves családok telepedtek le. Az 1848–49-es forradalom és szabadságharc idején magyarbólyi fiatalok csatlakoztak a nyárádi szabadcsapatokhoz, akiknek a Dráva-vidék védelme volt a feladatuk.
A második világháború után a falu német lakosságát Németországba telepítették át. A kitelepített lakosság helyére az ország különböző részeiből, és a csehszlovák-magyar lakosságcsere következtében felvidéki magyarok telepedtek be. 
A mai lakosság több mint hatvan százaléka német nemzetiségű.

## Közélete

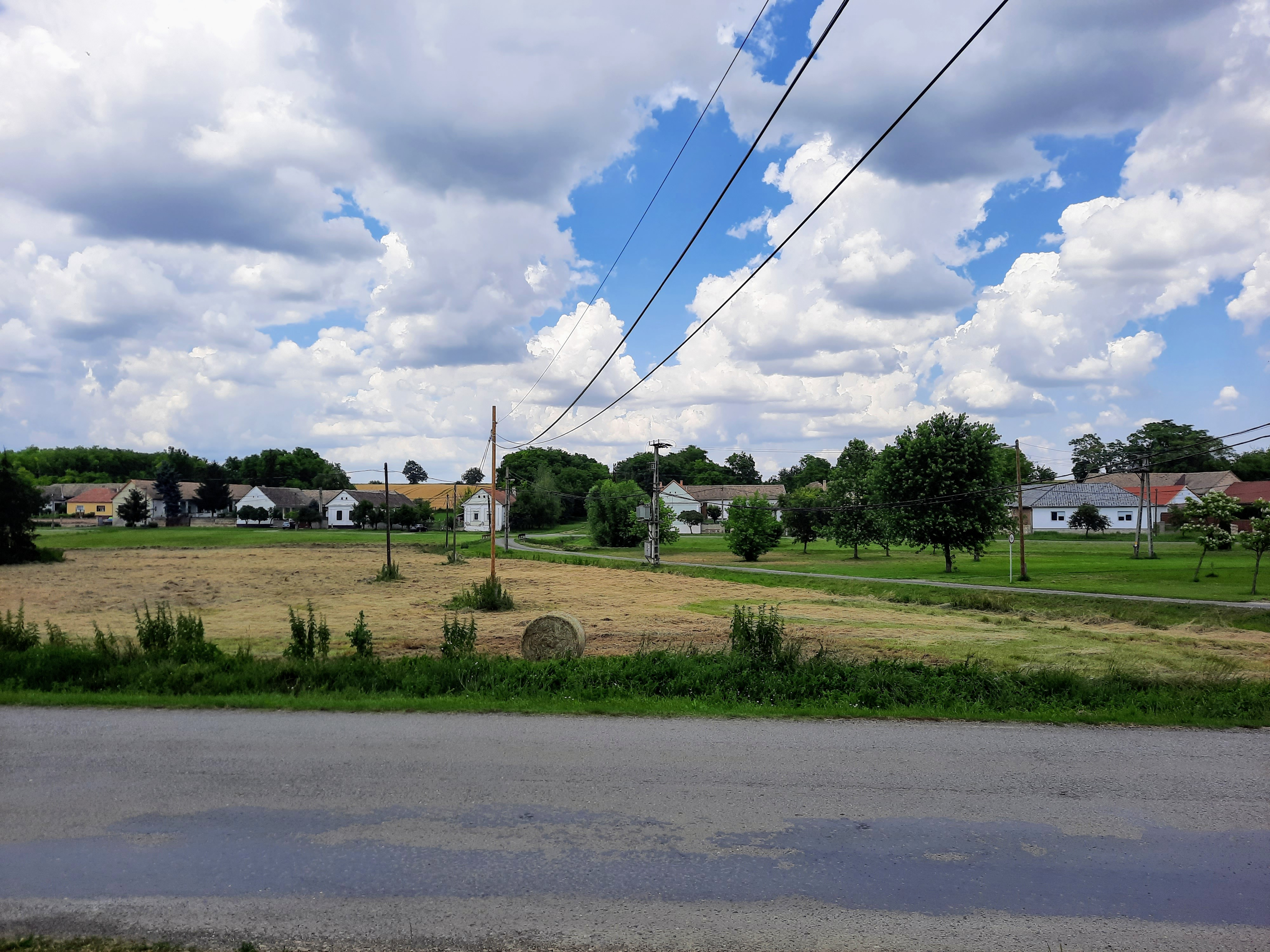
Táncsics utca

### Polgármesterei
- 1990–1994: Hargitai János (független)[5]
- 1994–1998: Dr. Hargitai János (Baráti Kör)[6]
- 1998–2002: Hágendorf József (független)[7]
- 2002–2006: Dr. Hargitai János (független német kisebbségi)[8]
- 2006–2006: Dr. Hargitai János (független)[9]
- 2007–2010: Szabó Éva (független)[10]
- 2010–2014: Mintál Tibor (független)[11]
- 2014–2019: Mintál Tibor (független)[12]
- 2019–2024: Kerekes Norbert (független)[13]
- 2024– : Kerekes Norbert (független)[1]

A településen 2007. március 11-én időközi polgármester-választást kellett tartani, mert az előző polgármester, nem sokkal a 2006 októberi megválasztása után lemondott a posztjáról.

## A népesség alakulása
A helyi önkormányzat adatai szerint:
| Év    | Lakosok száma |
| ----- | ------------- |
| 1980. | 1101 fő       |
| 1990. | 1012 fő       |
| 1995. | 941 fő        |
| 2000. | 872 fő        |
| 2006. | 794 fő        |

| Lakosok száma | 743  | 735  | 724  | 694  | 711  | 651  | 632  | 622  |
|               | 2013 | 2014 | 2015 | 2019 | 2021 | 2022 | 2023 | 2024 |

A 18. századi Habsburg telepítésekig rácok (szlávok) lakták, akiket az 1720-as évektől letelepülő németek fokozatosan kiszorítottak a faluból. A település máig őrzi a 18. században kialakult arculatát.
A lakosság nagy része római katolikus volt és elsősorban mezőgazdaságból élt. Kisebb csapások időnként érték a falut, ilyen volt például az 1836-os ázsiai kolera és a hatalmas szárazság, aminek következtében kiapadtak a kutak és elmaradt a termés, vagy az 1918-as spanyol influenza.
A legnagyobb sorscsapás azonban a második világháború után érte a nyárádiakat, amikor 1946 és 1948 között előbb 145, majd 185 főt telepítettek ki Németország nyugati, illetve keleti megszállási övezetébe, kollektíven felelőssé téve a németeket a háború szörnyűségeiért. Bár a keleti zónába telepítettek közül a legtöbben visszaszöktek, életüket szinte teljesen a nulláról kellett újra kezdeniük. Házaikat, földjeiket, jószágaikat elkobozták a hatóságok, és szétosztották a telepesek és a felvidékről kitelepített magyarok közt. Az ebben az időben, a magyar-szlovák lakosságcsere-egyezmény keretében Nagynyárádra telepített felvidékiek és leszármazottjaik alkotják a falu magyarjainak magját ma.
A háborút követő kényszerű kitelepítésekkel a svábok megpróbáltatásai korántsem értek véget, hiszen a magyar kisebbségpolitika, ha egyáltalán létezett ilyen az ötvenes évek közepéig, mindenféle jogot megvont tőlük.
A szörnyű események ellenére a nagynyárádi németség nem veszett el, öntudata megmaradt és az átélt események ellenére erősödött.
2001-ben lakosságának 44,3%-a vallotta magát németnek, 53,4%-a magyarnak, 2,3%-a cigánynak.
A 2011-es népszámlálás során a lakosok 83,4%-a magyarnak, 2% cigánynak, 4,4% horvátnak, 41,8% németnek mondta magát (14,6% nem nyilatkozott; a kettős identitások miatt a végösszeg nagyobb lehet 100%-nál). A vallási megoszlás a következő volt: római katolikus 73,6%, református 3,5%, evangélikus 0,4%, görögkatolikus 0,1%, felekezeten kívüli 3,7% (18,5% nem nyilatkozott).
2022-ben a lakosság 89,9%-a vallotta magát magyarnak, 35,6% németnek, 1,5% horvátnak, 0,2% cigánynak, 2,9% egyéb, nem hazai nemzetiségűnek (8% nem nyilatkozott; a kettős identitások miatt a végösszeg nagyobb lehet 100%-nál). Vallásuk szerint 53,9% volt római katolikus, 3,4% református, 1,1% evangélikus, 0,6% görög katolikus, 1,7% egyéb katolikus, 7,1% felekezeten kívüli (32,3% nem válaszolt).

## Nevezetességei

### Márton napi búcsú, búcsúfa állítás
A búcsúfa állítása egybe esik a Márton nappal. E népszokás a helyi német kisebbség ünnepe, mely még máig is él. Az őszi betakarítás befejezését ünnepelték ilyenkor úgy, hogy egy kb. 10 méter hosszú farúdat – melyen három kerékforma is volt – feldíszítették színes őszi virágokkal, beásták a földbe és körbetáncolták. Ezután következett a búcsúbál sok tánccal, vigalommal. E néphagyomány ugyanígy elevenedik fel napjainkban is minden második évben.

### Falumúzeum
Nagynyárád, Kossuth L. u. 5.
A régi iskola egyik nem használt épületszárnya lett átalakítva 2002-ben múzeummá.
A múzeumban az iskolatörténeti kiállítás mellett egyéb régiségek, régi használati eszközök tekinthetők meg. Például itt látható a régi templomóra szerkezete.

### Kékfestés
A falu fő vonzereje a sváb hagyományok mellett Sárdi János országos hírű kékfestő mester műhelye. A műhelyében megtekinthetők a kékfestés munkafolyamatai és munkaeszközei. Az elkészült kékfestő anyagok megvásárolhatóak.

### Kékfestő Fesztivál
Minden év július utolsó szombatján és vasárnapján megrendezett, már tradicionálisnak számító kulturális rendezvény a Kékfestő Fesztivál.
A fesztivál során különböző programokon vehet részt az idelátogató: színpadi előadások, énekegyüttesek, táncosok, kékfestő anyagokból készült ruhabemutató. A művelődési ház egyik termében kékfestő anyagokból készült ruhák és egyéb képzőművészeti alkotások tekinthetők meg egy kiállítás keretében. A kiállítás a rendezvény folyamán folyamatosan nyitva tart. Azok, akik szeretnének a kulisszák mögé tekinteni, megtehetik, hisz Sárdi János, (a népművészet mestere) kékfestőműhelye nyitva áll az érdeklődők előtt.
Hogy az idelátogatónak ne kelljen üres kézzel távoznia, kézműves kirakodó vásár várja azokat, akik szeretnének valamilyen kis emléktárgyat vásárolni.
Mivel a rendezvényt nyár közepén rendezik, ezért akik megszomjaznak és kíváncsiak a nagynyárádi kitűnő borokra, azokat várják a "nyitott pincék" ahol megkóstolhatóak a királyi nedűk.
A településen falusi turizmus keretében szállás és étkezési lehetőség is van.

### Római katolikus templom
Mária Terézia királynő építtette. A díszes barokk-stílusú templom építése 1757-ben kezdődött, és mint az ország egyik legszebb barokk alkotása 1766-ban fejeződött be. Építője Fischer von Erlach volt.
A templomot az 1914-1918. évi első világháborúig sem lényeges rendkívüli kár, sem rongálás nem érte. Az első világháborúban azonban már 1916-ban hadicélra igénybe vették harangjait és az orgonájából 23 ónsípot.
A második világháború nagy romlást hozott. A háború után a templom szomorú képet festett, a harcok úgy megrongálták, hogy tornya ledőléssel fenyegetett, falai ágyúlövések nyomait viselték. Tetőzete tönkrement, orgonája a bombatámadás folytán használhatatlanná vált.
Az újjáépítés az akkori építési nehézségek miatt csak 1957. április 4-én indult meg.
A templom berendezései: Mária-szobor, 1766. Gyóntatószék, szószék, barokk 18. század.

### A kápolna
Állíttatója ismeretlen, adományokból tartották fenn. Különösen a nők keresték fel, és végezték ott ájtatosságaikat.
Később a szűk kis kápolnát lebontották és elkezdték az új 8 méter hosszú, 5 méter széles, 3,5 méter magas kis toronnyal is ellátott kápolna építését. A toronyra 1896. június 22-én tűzték fel a keresztet. A toronyba kis harangot is szereltek.
Az ünnepélyes felszentelés az első szentmise napján, 1897. szeptember 29-én történt meg.